# Gran Premio di Monaco 1995
Il Gran Premio di Monaco 1995 è stata una gara di Formula 1, disputatasi il 28 maggio 1995 sul Circuito di Montecarlo. È stata la quinta prova del mondiale 1995 e ha visto la vittoria di Michael Schumacher su Benetton-Renault, seguito da Damon Hill e da Gerhard Berger.

## Qualifiche
| Pos | N  | Pilota                   | Costruttore/Motore | Tempo    | Gap    |
| --- | -- | ------------------------ | ------------------ | -------- | ------ |
| 1   | 5  | Damon Hill               | Williams-Renault   | 1:21.952 |        |
| 2   | 1  | Michael Schumacher       | Benetton-Renault   | 1:22.742 | +0.790 |
| 3   | 6  | David Coulthard          | Williams-Renault   | 1:23.109 | +1.157 |
| 4   | 28 | Gerhard Berger           | Ferrari            | 1:23.220 | +1.268 |
| 5   | 27 | Jean Alesi               | Ferrari            | 1:23.754 | +1.802 |
| 6   | 8  | Mika Häkkinen            | McLaren-Mercedes   | 1:23.857 | +1.905 |
| 7   | 2  | Johnny Herbert           | Benetton-Renault   | 1:23.885 | +1.933 |
| 8   | 26 | Martin Brundle           | Ligier-Mugen-Honda | 1:24.447 | +2.495 |
| 9   | 15 | Eddie Irvine             | Jordan-Peugeot     | 1:24.857 | +2.905 |
| 10  | 7  | Mark Blundell            | McLaren-Mercedes   | 1:24.933 | +2.981 |
| 11  | 14 | Rubens Barrichello       | Jordan-Peugeot     | 1:25.081 | +3.129 |
| 12  | 26 | Olivier Panis            | Ligier-Mugen-Honda | 1:25.125 | +3.173 |
| 13  | 9  | Gianni Morbidelli        | Footwork-Hart      | 1:25.447 | +3.495 |
| 14  | 30 | Heinz-Harald Frentzen    | Sauber-Ford        | 1:25.661 | +3.709 |
| 15  | 3  | Ukyo Katayama            | Tyrrell-Yamaha     | 1:25.808 | +3.856 |
| 16  | 24 | Luca Badoer              | Minardi-Ford       | 1:25.969 | +4.017 |
| 17  | 4  | Mika Salo                | Tyrrell-Yamaha     | 1:26.473 | +4.521 |
| 18  | 23 | Pierluigi Martini        | Minardi-Ford       | 1:26.913 | +4.961 |
| 19  | 29 | Jean-Christophe Boullion | Sauber-Ford        | 1:27.145 | +5.193 |
| 20  | 11 | Domenico Schiattarella   | Simtek-Ford        | 1:28.337 | +6.385 |
| 21  | 16 | Bertrand Gachot          | Pacific-Ford       | 1:29.039 | +7.087 |
| 22  | 21 | Pedro Diniz              | Forti-Ford         | 1:29.244 | +7.292 |
| 23  | 12 | Jos Verstappen           | Simtek-Ford        | 1:29.391 | +7.439 |
| 24  | 22 | Roberto Moreno           | Forti-Ford         | 1:29.608 | +7.656 |
| 25  | 17 | Andrea Montermini        | Pacific-Ford       | 1:30.149 | +8.197 |
| 26  | 10 | Taki Inoue               | Footwork-Hart      | 1:31.542 | +9.590 |

## Gara
| Pos | N. | Pilota                   | Costruttore/Motore | Giri | Tempo/Ritiro             | Griglia | Punti |
| --- | -- | ------------------------ | ------------------ | ---- | ------------------------ | ------- | ----- |
| 1   | 1  | Michael Schumacher       | Benetton-Renault   | 78   | 1:53:11.258              | 2       | 10    |
| 2   | 5  | Damon Hill               | Williams-Renault   | 78   | +34.817                  | 1       | 6     |
| 3   | 28 | Gerhard Berger           | Ferrari            | 78   | +1:11.447                | 4       | 4     |
| 4   | 2  | Johnny Herbert           | Benetton-Renault   | 77   | +1 Giro                  | 7       | 3     |
| 5   | 7  | Mark Blundell            | McLaren-Mercedes   | 77   | +1 Giro                  | 10      | 2     |
| 6   | 30 | Heinz-Harald Frentzen    | Sauber-Ford        | 76   | +2 Giri                  | 14      | 1     |
| 7   | 23 | Pierluigi Martini        | Minardi-Ford       | 76   | +2 Giri                  | 18      |       |
| 8   | 29 | Jean-Christophe Boullion | Sauber-Ford        | 74   | +4 Giri                  | 19      |       |
| 9   | 9  | Gianni Morbidelli        | Footwork-Hart      | 74   | +4 Giri                  | 13      |       |
| 10  | 21 | Pedro Diniz              | Forti-Ford         | 72   | +6 Giri                  | 22      |       |
| Ret | 24 | Luca Badoer              | Minardi-Ford       | 68   | Sospensioni              | 16      |       |
| Ret | 26 | Olivier Panis            | Ligier-Mugen-Honda | 65   | Incidente                | 12      |       |
| Ret | 4  | Mika Salo                | Tyrrell-Yamaha     | 63   | Cambio                   | 17      |       |
| Ret | 14 | Rubens Barrichello       | Jordan-Peugeot     | 60   | Acceleratore             | 11      |       |
| Ret | 16 | Bertrand Gachot          | Pacific-Ford       | 42   | Cambio                   | 21      |       |
| Ret | 27 | Jean Alesi               | Ferrari            | 41   | Collisione con M.Brundle | 5       |       |
| Ret | 25 | Martin Brundle           | Ligier-Mugen-Honda | 40   | Collisione con J.Alesi   | 8       |       |
| Ret | 10 | Taki Inoue               | Footwork-Hart      | 27   | Cambio                   | 26      |       |
| Ret | 3  | Ukyo Katayama            | Tyrrell-Yamaha     | 26   | Testacoda                | 15      |       |
| DSQ | 17 | Andrea Montermini        | Pacific-Ford       | 23   | Squalificato             | 25      |       |
| Ret | 15 | Eddie Irvine             | Jordan-Peugeot     | 22   | Testacoda                | 9       |       |
| Ret | 6  | David Coulthard          | Williams-Renault   | 16   | Cambio                   | 3       |       |
| Ret | 22 | Roberto Moreno           | Forti-Ford         | 9    | Freni                    | 24      |       |
| Ret | 8  | Mika Häkkinen            | McLaren-Mercedes   | 8    | Motore                   | 6       |       |
| DNS | 12 | Jos Verstappen           | Simtek-Ford        | 0    | Cambio                   | 23      |       |
| DNS | 11 | Domenico Schiattarella   | Simtek-Ford        | 0    | Rottura                  | 20      |       |

## Classifiche Mondiali

### Piloti
| Pos | Pilota                | Punti |
| --- | --------------------- | ----- |
| 1   | Michael Schumacher    | 34    |
| 2   | Damon Hill            | 29    |
| 3   | Gerhard Berger        | 17    |
| 4   | Jean Alesi            | 14    |
| 5   | Johnny Herbert        | 12    |
| 6   | David Coulthard       | 9     |
| 7   | Mika Häkkinen         | 5     |
| 8   | Heinz-Harald Frentzen | 4     |
| 9   | Mark Blundell         | 3     |
| 10  | Eddie Irvine          | 2     |
| 11  | Olivier Panis         | 1     |

### Costruttori
| Pos | Team               | Punti |
| --- | ------------------ | ----- |
| 1   | Benetton-Renault   | 36    |
| 2   | Williams-Renault   | 32    |
| 3   | Ferrari            | 31    |
| 4   | McLaren-Mercedes   | 8     |
| 5   | Sauber-Ford        | 4     |
| 6   | Jordan-Peugeot     | 2     |
| 7   | Ligier-Mugen-Honda | 1     |